# Стадницкий, Пётр Григорьевич
Пётр Григорьевич Стадницкий (1853 — после 1916) — российский художник, медальер, скульптор.
Родился в 1853 году в семье священника.
С 1873 года учился в Императорской Академии художеств. В 1881 году получил вторую серебряную медаль. В 1883 году окончил курс и был определён младшим медальером на Санкт-Петербургский монетный двор. В 1884 году получил звание неклассного художника, в следующем году — звание классного художника 3-й степени, в 1892 году —  классного художника 2-й степени. Кроме резьбы на стали, изучал скульптуру.
Окончил Педагогические курсы при Императорской Академии художеств и с 20 января 1887 года начал преподавать в 1-м петербургском реальном училище: сначала чистописание, а с 1 сентября 1887 года — рисование.
С 1912 года — старший медальер. Метил свои работы: П. С.; П. Стадницкий.
В 1914 году вышел в отставку. С 1915 года руководил частной школой рисования и лепки.
В числе его работ: медаль «В память сражения при Лесной, 28 сентября (9 октября) 1708 года», медаль «В память взятия в плен Левенгаупта, 30 июня (11 июля) 1709 года». В 1912 году подготовил «Медаль для учеников мужских гимназий в память 100-летия Отечественной войны 1812 года „Преуспевающему“».
Две его работы с изображением Петра I находятся в Государственном Русском музее.
Последняя работа Стадницкого — проекты памятного рубля, плакеты и медали для награждения в память 200-летия Гангутской победы.